# Општина Баљеза (Чивава)
Баљеза (шп. Balleza) општина је у Мексику у савезној држави Чивава. Општина се налази на надморској висини од 1564 м.

## Становништво
Према подацима из 2010. у општини је живело 17672 становника.

### Хронологија
| Година       | 2000                | 2005                | 2010                |
| ------------ | ------------------- | ------------------- | ------------------- |
| Становништво | 16770 (8591 / 8179) | 16235 (8294 / 7941) | 17672 (8980 / 8692) |

### Попис
| \| \| м \| \| \| ж \| \| 0—2 \| 575 \| \| \| 577 \| \| 3—5 \| 660 \| \| \| 680 \| \| 6—11 \| 1.405 \| \| \| 1.303 \| \| 12—14 \| 591 \| \| \| 594 \| \| 15—17 \| 618 \| \| \| 584 \| \| 18—24 \| 1.101 \| \| \| 1.117 \| \| 60+ \| 891 \| \| \| 806 \| \| Просек : \| 26,9 \| \| \| 26,5 \| |       |  |  |       |
| |       |  |  |       |
| | м     |  |  | ж     |
| 0—2 | 575   |  |  | 577   |
| 3—5 | 660   |  |  | 680   |
| 6—11 | 1.405 |  |  | 1.303 |
| 12—14 | 591   |  |  | 594   |
| 15—17 | 618   |  |  | 584   |
| 18—24 | 1.101 |  |  | 1.117 |
| 60+ | 891   |  |  | 806   |
| Просек : | 26,9  |  |  | 26,5  |

| #   | Индикатор                                                                                        | Вредност |
| --- | ------------------------------------------------------------------------------------------------ | -------- |
| 1   | Становништво од 0 до 2 године                                                                    | 1152     |
| 2   | Мушко становништво од 0 до 2 године                                                              | 575      |
| 3   | Женско становништво од 0 до 2 године                                                             | 577      |
| 4   | Становништво са 3 и више година                                                                  | 16481    |
| 5   | Мушко становништво са 3 и више година                                                            | 8388     |
| 6   | Женско становништво са 3 и више година                                                           | 8093     |
| 7   | Становништво са 5 и више година                                                                  | 15587    |
| 8   | Мушко становништво са 5 и више година                                                            | 7944     |
| 9   | Женско становништво са 5 и више година                                                           | 7643     |
| 10  | Становништво са 12 и више година                                                                 | 12433    |
| 11  | Мушко становништво са 12 и више година                                                           | 6323     |
| 12  | Женско становништво са 12 и више година                                                          | 6110     |
| 13  | Становништво са 15 и више година                                                                 | 11248    |
| 14  | Мушко становништво са 15 и више година                                                           | 5732     |
| 15  | Женско становништво са 15 и више година                                                          | 5516     |
| 16  | Становништво са 18 и више година                                                                 | 10046    |
| 17  | Мушко становништво са 18 и више година                                                           | 5114     |
| 18  | Женско становништво са 18 и више година                                                          | 4932     |
| 19  | Становништво од 3 до 5 година                                                                    | 1340     |
| 20  | Мушко становништво од 3 до 5 година                                                              | 660      |
| 21  | Женско становништво од 3 до 5 година                                                             | 680      |
| 22  | Становништво од 6 до 11 година                                                                   | 2708     |
| 23  | Мушко становништво од 6 до 11 година                                                             | 1405     |
| 24  | Женско становништво од 6 до 11 година                                                            | 1303     |
| 25  | Становништво од 8 до 14 година                                                                   | 2987     |
| 26  | Мушко становништво од 8 до 14 година                                                             | 1536     |
| 27  | Женско становништво од 8 до 14 година                                                            | 1451     |
| 28  | Становништво од 12 до 14 година                                                                  | 1185     |
| 29  | Мушко становништво од 12 до 14 година                                                            | 591      |
| 30  | Женско становништво од 12 до 14 година                                                           | 594      |
| 31  | Становништво од 15 до 17 година                                                                  | 1202     |
| 32  | Мушко становништво од 15 до 17 година                                                            | 618      |
| 33  | Женско становништво од 15 до 17 година                                                           | 584      |
| 34  | Становништво од 18 до 24 године                                                                  | 2218     |
| 35  | Мушко становништво од 18 до 24 године                                                            | 1101     |
| 36  | Женско становништво од 18 до 24 године                                                           | 1117     |
| 37  | Женско становништво од 15 до 49 година                                                           | 4172     |
| 38  | Становништво са 60 и више година                                                                 | 1697     |
| 39  | Мушко становништво са 60 и више година                                                           | 891      |
| 40  | Женско становништво са 60 и више година                                                          | 806      |
| 41  | Однос између мушкараца и жена                                                                    | 103.31   |
| 42  | Становништво од нуле до 14 година                                                                | 6385     |
| 43  | Становништво од 15 до 64 године                                                                  | 9974     |
| 44  | Становништво од 65 година и више                                                                 | 1274     |
| 45  | Просечан број деце                                                                               | 3.01     |
| 46  | Становништво рођено у ентитету                                                                   | 17163    |
| 47  | Мушко становништво рођено у ентитету                                                             | 8724     |
| 48  | Женско становништво рођено у ентитету                                                            | 8439     |
| 49  | Становништво рођено у другом ентитету                                                            | 287      |
| 50  | Мушко становништво рођено у другом ентитету                                                      | 137      |
| 51  | Женско становништво рођено у другом ентитету                                                     | 150      |
| 52  | Становништво од 5 година и више резидентно у ентитету у јуну 2005. године                        | 15282    |
| 53  | Мушко становништво старосног доба од 5 година и више, резидентно у ентитету у јуну 2005. године  | 7774     |
| 54  | Женско становништво старосног доба од 5 и више година, резидентно у ентитету у јуну 2005. године | 7508     |
| 55  | Становништво од 5 година и више које је живело у другом ентитету у јуну 2005. године             | 89       |
| 56  | Мушко становништво старије од 5 година које је живело у другом ентитету у јуну 2005. године      | 45       |
| 57  | Женско становништво старије од 5 година које је живело у другом ентитету у јуну 2005. године     | 44       |
| 58  | Становништво од 3 године и више које говори аутохтони језик                                      | 7856     |
| 59  | Мушко становништво старо 3 године и више које говори аутохтони језик                             | 3970     |
| 60  | Женско становништво старо 3 године и више које говори аутохтони језик                            | 3886     |
| 61  | Становништво од 3 године и више које говори аутохтони језик и не говори шпански језик            | 1563     |
| 62  | Мушко становништво старо 3 године и више које говори аутохтони језик и не говори шпански         | 507      |
| 63  | Женско становништво старо 3 године и више које говори аутохтони језик и не говори шпански језик  | 1056     |
| 64  | Становништво старо 3 године и више које говори аутохтони језик и шпански                         | 6092     |
| 65  | Мушко становништво старо 3 године и више које говори аутохтони језик и шпански                   | 3369     |
| 66  | Женско становништво старо 3 године и више које говори аутохтони језик и шпански                  | 2723     |
| 67  | Становништво од 5 година и више које говори аутохтони језик                                      | 7369     |
| 68  | Становништво од 5 година и више које говори аутохтони језик и не говори шпански језик            | 1294     |
| 69  | Становништво од 5 година и више које говори аутохтони језик и говори шпански језик               | 5889     |
| 70  | Становништво у домородачким домаћинствима                                                        | 9759     |
| 71  | Становништво са ограничењима у активностима                                                      | 700      |
| 72  | Становништво са ограниченим ходањем или кретањем, горе или доле                                  | 396      |
| 73  | Становници са ограничењима вида, чак и уз кориштење сочива                                       | 199      |
| 74  | Становништво са ограничењима говора, комуникације или конверзације                               | 74       |
| 75  | Становништво са ограниченим слухом                                                               | 84       |
| 76  | Становништво са ограничењима при одевању, купању или јелу                                        | 33       |
| 77  | Становништво са ограничењима у опажању или учењу једноставних ствари                             | 27       |
| 78  | Становништво са менталним ограничењима                                                           | 49       |
| 79  | Становништво без ограничења активности                                                           | 16681    |
| 80  | Становништво од 3 до 5 година које не похађа школу                                               | 892      |
| 81  | Мушко становништво од 3 до 5 година које не похађа школу                                         | 444      |
| 82  | Женско становништво од 3 до 5 година које не похађа школу                                        | 448      |
| 83  | Становништво од 6 до 11 година које не похађа школу                                              | 505      |
| 84  | Мушко становништво од 6 до 11 година које не похађа школу                                        | 254      |
| 85  | Женско становништво од 6 до 11 година које не похађа школу                                       | 251      |
| 86  | Становништво од 12 до 14 година које не похађа школу                                             | 276      |
| 87  | Мушко становништво од 12 до 14 година које не похађа школу                                       | 132      |
| 88  | Женско становништво од 12 до 14 година које не похађа школу                                      | 144      |
| 89  | Становништво од 15 до 17 година похађа школу                                                     | 553      |
| 90  | Мушко становништво од 15 до 17 година похађа школу                                               | 273      |
| 91  | Женско становништво између 15 и 17 година живота у школи                                         | 280      |
| 92  | Становништво од 18 до 24 године похађа школу                                                     | 239      |
| 93  | Мушко становништво од 18 до 24 године похађа школу                                               | 113      |
| 94  | Женско становништво од 18 до 24 године похађа школу                                              | 126      |
| 95  | Становништво од 8 до 14 година које не може да чита и пише                                       | 557      |
| 96  | Мушко становништво старосног доба од 8 до 14 година које не може да чита и пише                  | 273      |
| 97  | Женско становништво старосног доби од 8 до 14 година које не може да чита и пише                 | 284      |
| 98  | Становништво од 15 година и више које је неписмено                                               | 3053     |
| 99  | Мушко становништво од 15 година и више које је неписмено                                         | 1314     |
| 100 | Женско становништво од 15 година и више које је неписмено                                        | 1739     |
| 101 | Становништво старо 15 и више година без школовања                                                | 3067     |
| 102 | Мушко становништво старо 15 и више година без школовања                                          | 1353     |
| 103 | Женско становништво старо 15 и више година без школовања                                         | 1714     |
| 104 | Становништво старосног доба 15 и више година са непотпуним основним образовањем                  | 2867     |
| 105 | Мушко становништво старосног доба од 15 година и више са непотпуном основним образовањем         | 1689     |
| 106 | Женско становништво старосног доба 15 и више година са непотпуном основним образовањем           | 1178     |
| 107 | Становништво старо 15 и више година са комплетним основним образовањем                           | 2266     |
| 108 | Мушко становништво старо 15 година и више са комплетним основним образовањем                     | 1223     |
| 109 | Женско становништво старо 15 и више година са комплетним основним образовањем                    | 1043     |
| 110 | Становништво старосног доба 15 и више година са непотпуним средњим образовањем                   | 443      |
| 111 | Мушко становништво старосног доба од 15 година и више са непотпуним средњим образовањем          | 245      |
| 112 | Женско становништво старосног доба од 15 година и више са непотпуним средњим образовањем         | 198      |
| 113 | Становништво старо 15 и више година са пуним секундарном образовањем                             | 1220     |
| 114 | Мушко становништво старосног доба од 15 година и више са пуним секундарном образовањем           | 582      |
| 115 | Женско становништво старосног доба од 15 година и више са пуним секундарном образовањем          | 638      |
| 116 | Становништво старије од 18 година са постосновним образовањем                                    | 1059     |
| 117 | Мушко становништво старије од 18 година са постосновним образовањем                              | 496      |
| 118 | Женско становништво старије од 18 година са постосновним образовањем                             | 563      |
| 119 | Просечна оцена школовања                                                                         | 4.75     |
| 120 | Просечан ниво образовања мушке популације                                                        | 4.77     |
| 121 | Просечан ниво образовања женског становништва                                                    | 4.73     |
| 122 | Економски активно становништво                                                                   | 5459     |
| 123 | Економски активна мушка популација                                                               | 4606     |
| 124 | Економски активна женска популација                                                              | 853      |
| 125 | Становништво које није економски активно                                                         | 6870     |
| 126 | Мушко становништво које није економски активно                                                   | 1653     |
| 127 | Женско становништво које није економски активно                                                  | 5217     |
| 128 | Запослено становништво                                                                           | 4957     |
| 129 | Запослено мушко становништво                                                                     | 4140     |
| 130 | Запослено женско становништво                                                                    | 817      |
| 131 | Незапослена популација                                                                           | 502      |
| 132 | Незапослена мушка популација                                                                     | 466      |
| 133 | Незапослена женска популација                                                                    | 36       |
| 134 | Становништво без права на здравствене услуге                                                     | 11041    |
| 135 | Становништво које има право на здравствене услуге                                                | 6519     |
| 136 | Становништво које има право на ИМСС                                                              | 1982     |
| 137 | Становништво које има право на социјално осигурање                                               | 535      |
| 138 | Становништво које има право на државно социјално осигурање                                       | 52       |
| 139 | Становништво које има право на опште осигурање или здравствено осигурање за нову генерацију      | 3717     |
| 140 | Становништво које је било једном или није било у браку током 12 година и више                    | 4176     |
| 141 | Венчано или уједињено становништво од 12 година и више                                           | 7185     |
| 142 | Становништво које је било у браку или уједињено 12 година и више                                 | 1041     |
| 143 | Становништво са католичком религијом                                                             | 11127    |
| 144 | Протестанти, еванђелисти и библијски следбеници различити од еванђелиста                         | 1084     |
| 145 | Становништво са другим религијама различитим од претходних                                       | 0        |
| 146 | Становништво без религије                                                                        | 5164     |
| 147 | Укупно пописаних домаћинства                                                                     | 4154     |
| 148 | Пописна домаћинства на челу са мушкарцима                                                        | 3487     |
| 149 | Пописна домаћинства на челу са женама                                                            | 667      |
| 150 | Становништво у пописним домаћинствима                                                            | 17641    |
| 151 | Становништво у пописним домаћинствима на челу са мушкарцима                                      | 15451    |
| 152 | Становништво у пописним домаћинствима на челу са женама                                          | 2190     |
| 153 | Укупно домаћинстава                                                                              | 5837     |
| 154 | Укупно насељених домаћинстава                                                                    | 4165     |
| 155 | Укупно приватних кућа                                                                            | 5826     |
| 156 | Насељени приватни домови                                                                         | 4154     |
| 157 | Укупно насељених приватних кућа                                                                  | 4164     |
| 158 | Ненасељене приватне куће                                                                         | 982      |
| 159 | Појединачна домаћинства за привремену употребу                                                   | 690      |
| 160 | Становници у насељеним приватним кућама                                                          | 17641    |
| 161 | Насељеност станара у приватним становима                                                         | 4.25     |
| 162 | Просечно становника по соби у приватним насељеним домаћинствима                                  | 1.34     |
| 163 | Појединачна домаћинства са подовима од различитих материјала од земље                            | 3317     |
| 164 | Појединачна домаћинства у приземљу                                                               | 803      |
| 165 | Појединачна домаћинства са једном спаваћом собом                                                 | 1862     |
| 166 | Појединачна домаћинства са две спаваће собе и више                                               | 2257     |
| 167 | Појединачна домаћинства са једним собом                                                          | 573      |
| 168 | Појединачна домаћинства са две собе                                                              | 1103     |
| 169 | Појединачна домаћинства са 3 собе и више                                                         | 2439     |
| 170 | Појединачна домаћинства која имају електрично светло                                             | 2857     |
| 171 | Појединачна домаћинства која немају електрично светло                                            | 1250     |
| 172 | Појединачна домаћинства која имају водоводну воду у стамбеном простору                           | 2001     |
| 173 | Појединачна домаћинства која немају водоводну воду у стамбеном простору                          | 2115     |
| 174 | Појединачна домаћинства која имају тоалет                                                        | 2935     |
| 175 | Појединачна домаћинства која имају канализацију                                                  | 1361     |
| 176 | Појединачна домаћинства која немају канализацију                                                 | 2705     |
| 177 | Појединачна домаћинства која имају електрично светло, довод воде из јавне мреже и канализацију   | 1110     |
| 178 | Појединачна домаћинства без икаквих услова                                                       | 748      |
| 179 | Појединачна домаћинства која имају радио                                                         | 2956     |
| 180 | Појединачна домаћинства која имају телевизор                                                     | 1961     |
| 181 | Појединачна домаћинства која имају фрижидер                                                      | 1624     |
| 182 | Појединачна домаћинства која имају машину за веш                                                 | 1044     |
| 183 | Појединачна домаћинства која имају аутомобил или комби                                           | 1507     |
| 184 | Појединачна домаћинства која имају рачунар                                                       | 260      |
| 185 | Појединачна домаћинства која имају фиксну телефонску линију                                      | 535      |
| 186 | Појединачна домаћинства која имају мобилни телефон                                               | 1204     |
| 187 | Појединачна домаћинства која имају приступ интернету                                             | 66       |